# Collistar
Collistar S.p.A. è un'azienda italiana specializzata nei prodotti di cosmetica e bellezza, controllata dalla multinazionale Bolton Group di Milano.

## Storia
Collistar viene creata nel  1968 dal chimico Luigi Coluccia venduta nel1972 alla divisione cosmetica dell'azienda farmaceutica italiana Zambeletti di Baranzate, come marchio di una linea di prodotti ipoallergenici. Inizialmente si ha un periodo di difficoltà dovuto allo scarso numero di vendite realizzate, e l'allora amministratore delegato dell'azienda milanese, Alberto Zambeletti, intenzionato a rilanciare il marchio, nel 1982 lo affida a Daniela Sacerdote, con la quale Collistar acquisisce notorietà al pubblico e conquista importanti quote di mercato nel settore dei cosmetici.
Nel 1984, la Zambeletti viene rilevata dalla multinazione farmaceutica britannica Beecham Group, e Collistar ne segue le sorti. Sotto la proprietà di Beecham, avviene la scissione dalla Zambelletti, e nel 1991 viene costituita la società Collistar S.p.A. con sede legale a Milano, di cui la Sacerdote è amministratore delegato. L'azienda milanese nel 1993 viene acquisita dalla Bolton Group, multinazionale italo-olandese attiva nei settori alimentare e chimico.
Inizia la sua espansione estera nel 1997, anno in cui Collistar si presenta prima in Europa e poi in Medio ed Estremo Oriente, e il suo successo commerciale è culminato nel 2003 con la conquista del primo posto nel mercato globale beautè in profumeria. Questo primato è stato consolidato negli anni successivi con un nuovo importante traguardo raggiunto nel 2006: la leadership assoluta non solo nel globale beauté, ma anche in ognuno dei due segmenti "trucco" e "trattamento".
Nel 2011 apre la sua filiale diretta ad Utrecht, nei Paesi Bassi, la Collistar Nederland BV, e due anni più tardi in Germania.
Nel 2019, Daniela Sacerdote, rimasta amministratore delegato della società anche dopo il passaggio di proprietà al Gruppo Bolton, abbandona l'incarico, che viene assunto da Salomone Benveniste.

## Informazioni e dati
Collistar S.p.A. rappresenta la divisione "cosmetici" della multinazionale Bolton Group di Milano. La società si occupa di commercializzazione di prodotti per il trucco, il trattamento viso, corpo e capelli, solari e profumi, con l'omonimo marchio.
Impiega circa 60 dipendenti in mansioni commerciali e amministrative; al 2017 ha realizzato un fatturato di 91,4 milioni di euro ed un utile netto di 14,2 milioni.
Presente in oltre 40 paesi nel mondo attraverso una distribuzione in circa 3.000 profumerie selettive e department stores in Italia e 3.400 all'estero, il 40% delle vendite di Collistar avviene all'estero. In Italia è leader di mercato con quote commerciali nel trucco del 14,2%, e nel trattamento del 10,5%, con il 53,3% nel segmento anticellulite, il 45,4% negli esfolianti, il 26,5% nei prodotti solari e il 46% negli autoabbronzanti. Altri mercati importanti sono la Russia, la Polonia, la Spagna e i Paesi Bassi.